# Битва под Эвиной
Битва под Эвиной (пол. Bitwa pod Ewiną) — произошедшее 12-13 сентября 1944 года вблизи деревеньки Эвина сражение между немецкими карательными частями и партизанами 3 бригады Армии Людовой имени генерала Ю. Бема с подразделениями Крестьянских батальонов и парашютистов Польского партизанского штаба.

## Ход боя
Около 500 партизан Армии Людовой под командованием Болеслава Ханича-Боруты, несколько десятков человек из Крестьянских батальонов, и 15 польских парашютистов с радиостанцией из Польского партизанского штаба, были окружены в Котфинских лесах около 6000 (оценка штаба бригады, скорее, ок. 3000-4000) немецких солдат и жандармов, оснащенных самолетами, броневиками, артиллерией и гранатометами. На стороне поляков участвовали сбежавшие советские военнопленные. Немцев поддерживала бригада РОНА.
Потери поляков составили 12 убитых и 11 раненых и более десятка пропавших без вести, потери гитлеровцев — около 100 убитых и 200 раненых. Командир майор Болеслав Ханич-Борута был ранен в бою.

## Память о сражении
На месте боёв установлен памятник.
Ежегодно в годовщину битвы проводятся памятные мероприятия. В 2019 году на них присутствовал военный атташе Российской Федерации.